# Julia Robinson
Julia Hall Robinson, née Bowman (8 décembre 1919 à Saint-Louis, Missouri, États-Unis – 30 juillet 1985 à Oakland, Californie) est une mathématicienne américaine. Elle est maintenant surtout connue pour ses travaux sur la résolution du dixième problème de Hilbert.

## Biographie
Après le décès de sa mère en 1922, elle grandit avec sa sœur Constance en Arizona, puis au Sud de la Californie à partir de 1925. À neuf ans, elle doit garder le lit pendant un an à cause d'une scarlatine et de ses complications. Elle reprend l'école avec deux ans de retard ; son résultat à un test de QI s'avère être légèrement inférieur à la moyenne (98), selon elle parce qu'elle lisait lentement et n'était pas habituée à passer des tests. C'est à cette époque qu'elle commence à s'intéresser aux mathématiques. Elle est la seule fille à choisir l'orientation mathématiques-physique, et reçoit les félicitations en fin d'année.
Après avoir passé quelques années au San Diego State College (maintenant appelé université d'État de San Diego), elle va en 1939 à l'université de Berkeley, où elle complète ses études de premier cycle et de cycles supérieurs. Elle décrit ses années à Berkeley comme parfaitement heureuses.
En 1941, elle épouse son professeur de mathématiques de Berkeley, Raphael Robinson. Mais, un règlement interdisant à cette époque à des membres d'une même famille de travailler dans le même département, Julia Robinson reste longtemps au laboratoire de statistiques.
En 1976, Robinson est la première femme à être élue membre de la division de mathématiques de l'Académie nationale des sciences. De plus, elle est la première femme présidente de l'American Mathematical Society (en 1983-1984), mais elle ne veut pas qu'on le mentionne. Robinson a aussi été professeur à l'Université de Californie à Berkeley de 1976 à 1985. Par ailleurs, elle est conférencière Noether en 1982 et récipiendaire d’une bourse MacArthur en 1983.
Elle meurt de leucémie à Oakland en Californie, à l'âge de 65 ans.
Sa sœur, Constance Reid, est une biographe de mathématiciens.

## Travaux
Elle obtient son doctorat en 1948, sous la direction d'Alfred Tarski. Avec sa thèse de doctorat «Definability and decision problems in arithmetic», elle a montré qu'un entier peut être défini de manière arithmétique en fonction de la définition d'un nombre rationnel et de l'addition et la multiplication sur les rationnels. Puis, elle décide de s'attaquer au dixième problème de Hilbert : ses travaux sur les équations diophantiennes et la décidabilité ne permettent pas de résoudre ce problème ; mais, en 1970, la preuve de l'indécidabilité du dixième problème de Hilbert fournie par Youri Matiiassevitch s'appuyait largement sur ses travaux. Robinson s'éloigne de ce sujet seulement deux fois au cours de ses recherches. La première fois pour sa thèse sur la résolution ou la non-résolution de problèmes mathématiques. La seconde fois pour une incursion dans la théorie des jeux, à l'occasion de laquelle elle prouveque la méthode itérative de George W. Brown (computer scientist) (en) converge vers un équilibre de Nash en stratégie mixte dans le cadre d'un jeu à somme nulle à deux joueurs.